# Битва при Газни (1148)
Би́тва при Га́зни произошла в 1148 году между гуридской армией Сайф ад-Дина Сури и армией газневидского султана Бахрам-шах ибн Масуда. Правитель гуридов разбил армию Бахрам-шах Масуда и захватил город, в то время как тот бежал в Индию.
Бахрам-шах вернулся на следующий год и отвоевал Газни у гуридов.